# Mahália
A Mahália héber eredetű női név, a jelentése valószínűleg: gyengédség.

## Gyakorisága
Az 1990-es években szórványos név, a 2000-es években nem szerepel a 100 leggyakoribb női név között.

## Névnapok
ajánlott névnap
- május 25.[2]

## Híres Maháliák
- Mahalia Jackson énekesnő